# Lanice haitiana
Lanice haitiana är en ringmaskart som beskrevs av Augener 1922. Lanice haitiana ingår i släktet Lanice och familjen Terebellidae. Inga underarter finns listade i Catalogue of Life.